# 四都镇 (长汀县)
四都镇是中国福建省龙岩市长汀县下辖的一个镇。

## 概述
四都地处长汀县西南，东邻濯田，南依红山，西与江西省接壤，北与古城，策武毗邻。距县城38公里，墟期逢五、十方圆329.4平方公里，耕地面积 16020亩，辖18个行政村（楼予坝、荣坑、溪口、上蕉、新华、渔溪、同仁、红都、羊古岭、圭田、坪埔、汤屋、小金、上湖、红寮、谢坊、琉璃、下坪），113个自然村，112个小组，3436户，16050人，海拔270—771米，属亚热带湿润性季风气候，年平均温度18℃，无霜期 247-338天，年平均降水量1340-1974CM。
　　 四都是著名的革命老区，是红军入闽第一站，全镇共有18个革命基点村，占全县的一半，在册烈士有432人。1934年12月，陆定一夫人唐义贞烈士在红都村被捕遭杀害。原福建省-万永诚在古寮湖归龙山作战时英勇牺牲。。

## 行政区划
四都镇共辖18个行政村，分别是：
同仁村、楼子坝村、溪口村、荣坑村、上蕉村、渔溪村、新华村、红都村、坪埔村、红僚村、上湖村、琉璃村、下坪村、羊古岭村、圭田村、汤屋村、小金村、谢坊村。

## 资源与特产
境内有钨矿、锡矿、稀土矿、高岭土、硅石、优质花岗岩等矿资源及丰富的水利资源。探明的花岗岩储量1亿立方米，瓷土储量3000万吨，伊利石储量200万吨。陂下水库发电站、高峰电站、坪埔电厂3家电站、厂总装机容量7750千瓦，年发电3300万度。2002—2004年投资2587万余元建小型水电站9座，装机容量近5000千瓦，建成石装机总容量达到1.3亿千瓦。1998—2004年间按照“食、住、行、游、购、娱”旅游六要素标准，投资500余万元规划建设归龙山，飞龙湖旅游景区，归龙山于1999年列为省级自然保护区、2002年列为国家生态公益林，2004年共接待游客10 万余人次。

## 育林、造林
四都为长汀县重点林区，林地面积34.6万亩，人均20余亩，林木蓄积量110万立方米，毛竹林5.6万亩。四都镇把生态效益、经济效益、社会效益综合考虑，重视封山育林、绝对造林，建立羊古岭1.5万亩农田水源涵养林，红都村8000余亩农田水源涵养林，陂下、高峰、坪埔电站库区4万余亩水土保持林，规模种植2.85万亩居民后山生态林。采取国营租赁、股份联营、个体承包等形式广筹资金，对低产林进行改造采伐和迹地更新，共营造人工林10 万余亩。

## 基础设施建设
1997年投资200多万铺设同仁至上蕉8公里拍油路面。1999—2000年投资150余万元，开通修复上湖、红寮、琉璃、楼子坝、荣坑五个村的通水工程。.